# Matveev Kurgan
Matveev Kurgan (in russo Матвеев Курган?) è un villaggio della Russia europea meridionale nell'oblast' di Rostov; è il centro amministrativo del distretto Matveevo-Kurganskij.
Si trova sulla riva sinistra del fiume Mius, 96 km a nord-ovest di Rostov sul Don.